# Gluecifer
Gluecifer est un groupe norvégien de hard rock, originaire d'Oslo. Formé en 1994, le groupe compte plusieurs disques underground durant ses premières années d'existence et s'autoproclame rapidement « kings of rock » (les rois du rock).

## Histoire
En 1997, l'album Ridin' the Tiger (paru sur le légendaire label White Jazz) est un tournant artistique et commercial, et place Gluecifer au niveau des Hellacopters de Suède dans le peloton de tête des groupes de la vague scandinave de hard rock à la fin des années 1990. Basement Apes (2002), leur quatrième album, les fait signer chez Sony Music.
Leur septième album, Automatic Thrill, (2004) devient leur plus grosse vente. La chanson-titre apparait sur la bande originale du jeu vidéo MotorStorm, sorti sur PlayStation 3 en 2007. En juillet 2005, le groupe annonce sa séparation. Le film The Social Network, utilise le morceau Black Book Lodge. Le 9 octobre 2015, tous les albums de Gluecifer sont réédités au label de Captain Poon, Konkurs Productions. 
Le 21 novembre 2017, Gluecifer annonce son retour avec un concert au festival Azkena Rock de Bilbao, en juin 2018.

## Membres

### Membres actuels
- Biff Malibu - chant (1994-2005, depuis 2017)
- Captain Poon - guitare (1994-2005, depuis 2017)
- Raldo Useless - guitare (1996-2005, depuis 2017)
- Danny Young - batterie (1997-2005, depuis 2017)
- Peter Larsson – basse, chœurs (depuis 2017)

### Anciens membres
- Kåre João Pedersen – guitare (1994–1995)
- Sindre Wexelsen Goksøyr - guitare (1994-1996)
- Anders Møller - batterie (1994-1997)
- Jon Average - basse (1994-2000)
- Stu Manx - basse (2000-2005)

## Discographie
- 1996 : Dick Disguised as Pussy (mini-album)
- 1996 : Nineteen Inches of Rock
- 1997 : Ridin' the Tiger
- 1998 : Soaring with the Eagles at Night, to Rise with the Pigs in the Morning
- 1999 : Head to Head Boredom
- 2000 : Tender is the Savage
- 2003 : Basement Apes
- 2004 : Automatic Thrill